# Abrocitinib
| Abrocitinib |                             |
| Más nevek | PF-04965842                 |
| Kémiai azonosítók                                                                                               |                             |
| CAS-szám | 1622902-68-4                |
| PubChem | 78323835                    |
| ChemSpider | 68006894                    |
| ChemSpider | 58824300                    |
| EINECS-szám | 817-215-8                   |
| DrugBank | DB14973                     |
| KEGG | D11400                      |
| InChIKey | IUEWXNHSKRWHDY-UHFFFAOYSA-N |
| UNII | 73SM5SF3OR                  |
| ChEMBL | 3655081                     |
| Kémiai és fizikai tulajdonságok                                                                                 |                             |
| Kémiai képlet                                                                                                   | C14H21N5O2S                 |
| Ha másként nem jelöljük, az adatok az anyag standardállapotára (100 kPa) és 25 °C-os hőmérsékletre vonatkoznak. |                             |

Az Abrocitinib, melyet a Cibinqo márkanév alatt értékesítenek, főleg atópiás dermatitis (ekcéma) kezelésére használt gyógyszer. Janus kináz inhibitor, a Pfizer fejlesztése. Alkalmazása szájon át történik. A leggyakoribb mellékhatások közé tartozik a hányinger, fejfájás, pattanások, herpes simplex (a száj vagy a nemi szervek vírusfertőzése), kreatin-foszfokináz emelkedett szintje a vérben (egy enzim, amely izomkárosodás esetén szabadul fel a vérben), hányás, szédülés és hasi fájdalom.
Az abrocitinibet 2021 decemberében engedélyezték orvosi használatra az Európai Unióban, az Egyesült Államokban pedig 2022 januárjában.
Az EU-ban az abrocitinib közepesen súlyos vagy súlyos atópiás dermatitisz kezelésére javallt olyan felnőtteknél, akik szisztémás terápiára várnak.
Az Egyesült Államokban az abrocitinib 12 éves vagy annál idősebb, refrakter, közepesen súlyos vagy súlyos atópiás dermatitisben szenvedő betegek kezelésére javallott, akiknek a betegsége nem kontrollálható megfelelően más szisztémás gyógyszerkészítményekkel, beleértve a biológiai szereket is, vagy ha az ilyen terápiák alkalmazása nem tanácsos.

### Az abrocitinib hatékonysága az atópiás dermatitisz kezelésében
Az abrocitinib oralis szelektív JAK1-inhibitor, hatékonyságát számos, nagy betegszámú placebo kontrollált, randomizált vizsgálat igazolta. Az Egyesült Királyságban törzskönyvezett 12 éves kor felett súlyos és közepesen súlyos atopiás ekzema kezelésére napi 100 vagy 200 mg dózisban. A kezelés során a következõ mellékhatásokat észlelték leggyakrabban: fejfájás, hányinger, a vérlemezkeszám csökkenése, herpes zoster és herpes simpex fertõzés. A gyógyszeres kezelés kombinálható emolliensekkel, helyi gyulladáscsökkentõ készítményekkel; egyéb szisztémás szerekkel való együttes alkalmazásáról egyelõre nem állnak rendelkezésre adatok atopiás ekzemában.
A legfrissebb, 2023-ban végzett metaanalízis szerint az abrocitinib hatékony és biztonságos a serdülők és felnőttek közepesen súlyos vagy súlyos AD (atópiás dermatitisz) kezelésében. Gyorsan enyhíti a viszketést és enyhíti az AD más tüneteit is. Az abrocitinib lényegesen jobb eredményeket mutatott, mint a placebó, 100 mg és 200 mg alkalmazás esetén. Az AD súlyosságát az ekcéma területi és súlyossági indexe (EASI) határozza meg, amely a lézió klinikai tüneteinek súlyosságán alapul. Az abrocitinib az EASI-csökkentés szempontjából hatékonyabb volt, mint a placebó, de más tüneteket is csökkentett. A depresszió és a szorongás javulása jobb volt a kísérleti csoportban, mint a kontrollcsoportban. Egy másik, három különböző vizsgálatból származó 2256 beteg bevonásával végzett metaanalízis kimutatta, hogy az abrocitinib javította az EASI-pontszámokat a dupilumabhoz képest, még a kezelés második hetében is. Az Investigator's Global Assessment (IGA) azt találta, hogy a kezelés második hetében abrocitinib alkalmazásának megkezdése is hatékony, és a viszketés korai enyhülése 2 hét után következett be. Más tanulmányokban az abrocitinib (200 mg dózisban) gyorsan enyhült a viszketés négy napos kezelés után, összehasonlítva a dupilumabbal és a placebóval AD-betegeknél.

## Mellékhatások
Tanulmányok szerint a leggyakoribb mellékhatások a felső légúti fertőzések, fejfájás, hányinger és hasmenés voltak.
A klinikai vizsgálatok során a leggyakoribb mellékhatások a következők voltak: felsőlégúti gyulladás, hányinger, fejfájás, herpes simplex (beleértve a szájüregi herpeszt, szemészeti herpeszt, herpeszes dermatitist és genitális herpeszt), valamint a vér kreatin-foszfokinázszintjének emelkedése. Az abrocitinib súlyos fertőzéseket, rosszindulatú daganatokat, súlyos szívműködési eseményeket, trombózist és egyéb laboratóriumi eltéréseket okozhat, beleértve a thrombocytopeniát, limfopéniát és lipidszint-emelkedést. A klinikai adatok szerint azonban az Abrocitinib jól tolerálható. Az összes mellékhatás statisztikailag nem különbözött a placebo és a abrocitinib 100 mg-os dózis között. A 200 mg-os dózis esetében valamivel magasabb volt a mellékhatások előfordulása. Az abrocitinib-kezelés megkezdésének első két hetében olyan tünetek jelentkeztek, mint a pattanások, fejfájás és hányinger, és nem volt szükség a kezelés megszakítására. Általánosságban elmondható, hogy az abrocitinib AE gyakorisága azonos vagy kicsit magasabb volt, mint a placebo vagy a dupilumab esetében.

## Gyógyszertan

### Hatásmechanizmus

#### JAK-gátlók
A Janus-kináz (JAK) család citoplazmatikus tirozin-kinázokból álló csoport, amelyet a JAK1, a JAK2, a JAK3 és a tirozin kináz-2 (TYK2) alkot. A Janus-kinázok a citokinreceptor- láncok intracelluláris részéhez kapcsolódva funkcionális jelátviteli komplexeket hoznak létre és szabályozzák a gyulladásos folyamatokat a sejtplazmában található transzkripciós faktorok, az úgynevezett STAT (szignál transzducer és transzkripció aktivátor) aktiválása révén. Az aktiválódott STAT fehérjék dimereket alkotnak, amelyek a sejtmagba átkerülve vagy pozitív, vagy negatív irányba befolyásolják egy-egy gyulladásos mediátor célgénjének expresszióját; ez azt sugallja, hogy a JAK aktivitásának gátlása hatásosabb lehet, mint egyetlen citokin célba vétele. A bőr gyulladásos citokin-jelátvitelének befolyásolásán túl beszámoltak arról, hogy a JAK gátlása enyhíti a krónikus viszketést és javítja a bőr barrierfunkcióját a filaggrin bőrbarrier-fehérje kifejeződésének szabályozásával.
Az abrocitinib a janus kináz 1 (JAK1) enzim szelektív inhibitora. A JAK1-et 28-szoros szelektivitással gátolja, mint a JAK2-t, és több mint 340-szeres szelektivitással a JAK3-hoz képest. Az atópiás dermatitiszben két mechanizmusban vesz részt, az egyik az epidermális gát felbomlásával, a másik pedig az immunrendszer túlzott reakciója miatti bőrgyulladás. Az AD akut gyulladása jellemzően az IL-13-at, az IL-4-et és az IL-33-at foglalja magában. Következésképpen a JAK1 gátlása az IL-4, IL-3 és IL-31 jelátviteli citokinek elnyomását eredményezi. Sok más citokin is részt vesz az AD-ben, és a JAK1 közvetíti, mint például az IL-22, IL-19, IL-10, IL-20 és glikoprotein 130 (gp130) citokinreceptorai, beleértve az IL-6-ot és IL-12-t is. JAK2 és TYK2; IFN-α és INF-β jel.

### Farmakokinatika
Az abrocitinib gyorsan felszívódik a bélből, és általában egy órán belül eléri a legmagasabb vérplazmakoncentrációt . A bevett gyógyszer dózisnak csak 1,0-4,4%-a található metabolizálatlanul a vizeletben. Az abrocitinib felezési ideje 5 óra, és a felszívódást az étkezés nem befolyásolja. Nagyobb dózis (400–800 mg) 1,5-4 órára késleltetné a felszívódást. Az abrocitinib állandó plazmakoncentrációja a kezelést követő 48 órán belül elérhető. Napi egy adag bevétele esetében, az abrocitinib főként a citokróm P450 (CYP450) által metabolizálódik a májban, mint például a CYP2C9, CYP2C19, CYP3A4 és CYP2B6. Az abrocitinib fő metabolitjai a pirrolidinon pirimidin (inaktív), 2-hidroxipropil (aktív) és 3-hidroxipropil (aktív). A dózis felére csökkentése tanácsos, ha az abrocitinibet erős CYP2C19 inhibitorokkal együtt szedik. Az abrocitinib 200 mg-os orális adagján végzett 1. fázisú klinikai vizsgálatok szerint a májfunkciók nem változtak. Csökkent vesefunkció esetén azonban tanácsos az adagot felére csökkenteni. Súlyos májkárosodás és a vesebetegség végső stádiumában az abrocitinib adása ellenjavallt. Néhány mellékhatás előfordulhat az abrocitinib-kezelés során, például a vérlemezkeszám csökkenése az abrocitinib-kezelés megkezdése után 4 hét után, de a kezelés végén normalizálódik. Az LDL-, HDL- és összkoleszterinszint emelkedését is feljegyezték 4 hetes Abrocitinib-kezelés után. A megnövekedett szintek az abrocitinib dózisától függenek (az LDL 15%-os növekedése 200 mg-os adag esetén, szemben a 100 mg-os 10%-os növekedéssel).

### Biztonságosság
A II. és III. fázisú vizsgálatok betegeinek hosszú távú követése, valamint egy hosszú távú kiterjesztéses vizsgálat alapján, teljes betegszám 2856 fő (1614 betegév; az expozíció ≥24 hét volt 1248 betegnél és ≥48 hét volt 606 betegnél (maximum 108 hét)) a placebo kontrollos vizsgálati karban (n=1540) előforduló dózisfüggő nemkívánatos események (200 mg, 100 mg, placebo mellett) a hányinger (14,6%, 6,1%, 2,0%), a fejfájás (7,8%, 5,9%, 3,5%) és az akne (4,7%, 1,6%, 0%) voltak. A thrombocytaszám átmenetileg, dózisfüggő módon csökkent 2 főnél a 2718 betegből (200 mg-os csoport), itt a thrombocytaszám <50 × 103/mm3 volt a 4. héten. Az incidenciaarány (IR) a 200 mg-os és a 100 mg-os csoportban sorrendben 2,33/100 betegév és 2,65/100 betegév volt a súlyos fertőzésre, 4,34/100 betegév és 2,04/100 betegév volt herpes zosterre, valamint 11,83/100 betegév és 8,73/100 betegév volt herpes simplexre vonatkozóan.

## Történet
- 2016. április: a 2b. fázisú próba megkezdése
- 2017. december: a JADE Mono-1, 3 fázisú kísérletének megkezdése
- 2018. május: A 2b. fázis próbaverziójának eredményei közzétéve
- 2019. október: bemutatták a 3 fázisú kísérlet eredményeit[16]
- 2020. június: A 3 fázis második kísérletének eredményeit közzétették[17]

Az Egyesült Államok Élelmiszer- és Gyógyszerügyi Hatósága (FDA) jóváhagyta az abrocitinibet három, összesen 1615 résztvevővel végzett kontrollos klinikai vizsgálat eredményei alapján, amelyek alátámasztják a hatékonyságot és a biztonságos alkalmazást. A vizsgálatok közül két fázisban 12 éves vagy idősebb, közepesen súlyos vagy súlyos atópiás dermatitisben szenvedő résztvevők, egy fázisban pedig közepesen súlyos vagy súlyos atópiás dermatitisben szenvedő felnőttek vettek részt. A kísérleteket 18 országban több helyszínen végezték (az Egyesült Államok, Kanada, Ausztrália, Mexikó, Chile, Nagy-Britannia, Lengyelország, Németország, Bulgária, Magyarország, Cseh Köztársaság, Lettország, Szlovákia, Spanyolország, Olaszország, Japán, Korea, Tajvan). Ezenkívül biztonsági elemzéseket végeztek a 3 fázis kontroll csoportjain és egy további, összesen 1540 résztvevővel végzett kontroll vizsgálat együttes eredményein.
Mindhárom fázis két abrocitinib adagot vizsgált: 100 mg és 200 mg. A monoterápiás vizsgálatok megegyezőek voltak: 16 hetes, randomizált, többközpontú, kettős vak, placebo-kontrollos, párhuzamos csoportos, 3. fázisú vizsgálatok. Az AD-3 fázisú vizsgálat egyidejű háttérterápiával egy 24 hetes, többközpontú, randomizált, kettős vak, aktív összehasonlító (dupilumab) és placebo-kontrollos, 3. fázisú vizsgálat volt. Ebben a vizsgálatban a 16. héten a korábban placebót kapott alanyokat újra randomizálták,és abrocitinib 100 mg-ot vagy 200 mg-ot kaptak a vizsgálat további részében. Azok az alanyok, akik korábban abrocitinibet kaptak bármely dózisban, azok folytatták az adott dózis szedését, de a korábban dupilumab kezelést folytató alanyok a továbbiakban placebót kaptak.

## Társadalom és kultúra

### Engedélyeztetése
2021 októberében az Európai Gyógyszerügynökség (EMA) emberi felhasználásra szánt gyógyszerek bizottsága (CHMP) pozitív véleményt fogadott el, amelyben az atópiás dermatitisz kezelésére szolgáló Cibinqo gyógyszer forgalomba hozatali engedélyének megadását javasolta. A gyógyszer kérelmezője a Pfizer Europe MA EEIG volt. 2021 decemberében az Európai Bizottság jóváhagyta az abrocitinibet az atópiás dermatitisz kezelésére.
2022 januárjában, a US Food and Drug Administration (FDA) jóváhagyta az abrocitinibalkalmazását közepesen súlyos vagy súlyos atópiás dermatitisben szenvedő felnőttek számára.

## Az abrocitinib egyéb alkalmazása

### Mogyoró allergia kezelése
Az abrocitinib képes csökkenteni a T-sejtek aktiválódását és az allergén-specifikus bazofilt földimogyoró-allergia esetén. Ezt követően a földimogyoró-allergia in vitro allergiás reakciói csökkennek. Az abrocitinib immunmodulátor szerepet játszhat a földimogyoró orális immunterápiájában, vagy önmagában is adható monoterápiaként bizonyos élelmiszerekre való allergia esetén.

### Orális terápia sömör kezelésére
Az oral lichen planus (OLP) egy krónikus gyulladásos T-sejtes rendellenesség, amely a szájnyálkahártyát érinti legfőképp. Egy 2022-es klinikai jelentésben, az OLP gyors kezelését az abrocitinib alkalmazása adta. Naponta 200 mg-os abrocitinib dózis adtak be monoterápiaként tizenkét héten keresztül. A léziók állandó javulását, a Wickham striák fogyását és a hámlás eltűnését figyelték meg a kezelés negyedik és nyolcadik hetében. A tizenkettedik héten a jobb oldali szájnyálkahártya teljesen helyreállt. A kezelés során nem fordult elő nemkívánatos történés vagy mellékhatás, és a beteg jól tolerálta az abrocitinibet.

### A kiterjedt Necrobiosis lipoidica elváltozásainak javítása
A Necrobiosis lipoidica (NL) a bőr krónikus granulomás betegsége. Fényes foltokat vagy plakkokat alkot, amelyeknek szklerotikus központja és gyulladásos széle van. Megjelenhet a test különböző részein, de különösen a lábak elülső részén. Az atrófiás hegek a gyógyulás után is megmaradnak, ami kényelmetlen lehet a betegek számára. Ennek ellenére előfordulhatnak új elváltozások a gyógyult területen is. Az abrocitinib szisztémás terápiát 200 mg/nap dózisban alkalmazták 12 héten át, majd 100 mg-ra csökkentették. A 200 mg-os adag szedésekor enyhe gyomorfájás jelentkezik, viszont a 100 mg-os adag alkalmazásakor nem jelentkezik semmilyen mellékhatás. A régi elváltozások javulása nyilvánvaló volt, és nem figyeltek meg új bőrtüneteket. A gyulladásos szélek csökkentek, és a bőrelváltozások eltűntek. Így kijelenthető, hogy az abrocitinib a beteg életminőségének javításához vezetett.